# UEFA Liga prvaka 2013./14.
UEFA Liga prvaka 2013./14. bila je 59. sezona Lige prvaka, najvažnijeg europskog klupskog nogometnog natjecanja, kojeg održava UEFA. Također, ovo je 22. sezona otkako je ovo natjecanje promijenilo ime iz Kup prvaka u UEFA Liga prvaka.
U finalu, održanom na portugalskom Estádio da Luzu u Lisabonu, Real Madrid je nakon produžetaka svladao Atlético Madrid rezultatom 4:1, osvojivši tako svoj rekordni deseti naslov prvaka Europe. Inače, to je bilo peto finale koje su igrale momčadi iz iste države, ali prvo finale između momčadi iz istog grada.

## Momčadi u natjecanju
U sezoni 2013./14., ukupno je sudjelovalo 76 momčadi iz 52 UEFA-ina saveza (bez Lihtenštajna, koji nema domaću ligu). Klubovi su razmješteni prema UEFA-inim koefcijentima države iz koje dolaze.
UEFA pravila za svoja natjecanja mijenja svake tri godine, s tim da je zadnji započeo u sezoni 2012./13. Zbog toga, ova se pravila temelje na istima iz Lige prvaka 2012./13., koja se nisu promijenila od onih iz 2011./12.
Branitelj naslova prvaka iz Lige prvaka 2012./13. ima sigurno mjesto u natjecanju po skupinama, bez obzira na plasman u domaćoj ligi. Ako prvak bude momčad iz tri najjače lige (Engleska, Španjolska, Njemačka) i ne bude među prva 4. mjesta koja vode u Ligu prvaka, tada četvrtoplasirana momčad ne ide u natjecanje zbog pravila da se najviše četiri momčadi iz jedne države mogu natjecati u UEFA Ligi prvaka.
Broj klubova po UEFA-inom rangu:
- Države ranga od 1 do 3 imaju 4 kluba
- Države ranga od 4 do 6 imaju 3 kluba
- Države ranga od 7 do 15 imaju 2 kluba
- Države ranga od 16 do 53 imaju 1 klub (bez Lihtenštajna)

## Kvalifikacije

### Prvi krug
| Prva momčad     | Rez. | Druga momčad | 1. ut. | 2. ut. |
| --------------- | ---- | ------------ | ------ | ------ |
| FC Širak Gjumri | 3:1  | SP Tre Penne | 3:0    | 0:1    |
| FC Lusitanos    | 3:7  | EB/Streymur  | 2:2    | 1:5    |

### Drugi krug
| Prva momčad          | Rez.       | Druga momčad            | 1. ut. | 2. ut.  |
| -------------------- | ---------- | ----------------------- | ------ | ------- |
| Neftçi Baku          | 0:1        | KF Skënderbeu Korça     | 0:0    | 0:1 pr. |
| Steaua Bukurešt      | 5:1        | Vardar Skopje           | 3:0    | 2:1     |
| Viktoria Plzen       | 6:4        | FK Željezničar Sarajevo | 4:3    | 2:1     |
| Sheriff Tiraspol     | 6:1        | FK Sutjeska Nikšić      | 1:1    | 5:0     |
| FC Birkirkara        | 0:2        | NK Maribor              | 0:0    | 0:2     |
| Sligo Rovers         | 0:3        | Molde FK                | 0:1    | 0:2     |
| IF Elfsborg          | 11:10      | FC Daugava Daugavpils   | 7:1    | 4:0     |
| HJK Helsinki         | 1:2        | JK Nõmme Kalju          | 0:0    | 1:2     |
| Ekranas Panevėžys    | 1:3        | FH Hafnarfjörður        | 0:1    | 1:2     |
| The New Saints FC    | 1:4        | Legia Varšava           | 1:3    | 0:1     |
| Cliftonville FC      | 0:5        | Celtic Glasgow          | 0:3    | 0:2     |
| CS Fola Esch         | 0:6        | Dinamo Zagreb           | 0:5    | 0:1     |
| Győri ETO FC         | 1:4        | Maccabi Tel Aviv        | 0:2    | 1:2     |
| BATE Borisov         | 0:2        | Šahtjor Karagandi       | 0:1    | 0:1     |
| FC Širak Gjumri      | (g)1:1 (g) | Partizan Beograd        | 1:1    | 0:0     |
| ŠK Slovan Bratislava | 2:4        | Ludogorec Razgrad       | 2:1    | 0:3     |
| Dinamo Tbilisi       | 9:2        | EB/Streymur             | 6:1    | 3:1     |

### Treći krug
Natjecanje za prvake
| Prva momčad       | Rez.       | Druga momčad        | 1. ut. | 2. ut. |
| ----------------- | ---------- | ------------------- | ------ | ------ |
| FC Basel          | 4:3        | Maccabi Tel Aviv    | 1:0    | 3:3    |
| Molde FK          | (g)1:1 (g) | Legia Varšava       | 1:1    | 0:0    |
| Ludogorec Razgrad | 3:1        | Partizan Beograd    | 2:1    | 1:0    |
| Dinamo Tbilisi    | 1:3        | Steaua Bukurešt     | 0:2    | 1:1    |
| APOEL F.C.        | (g)1:1 (g) | NK Maribor          | 1:1    | 0:0    |
| Celtic Glasgow    | 1:0        | IF Elfsborg         | 1:0    | 0:0    |
| Šahtjor Karagandi | 5:3        | KF Skënderbeu Korça | 3:0    | 2:3    |
| FK Austria Beč    | 1:0        | FH Hafnarfjörður    | 1:0    | 0:0    |
| JK Nõmme Kalju    | 02:10      | Viktoria Plzen      | 0:4    | 2:6    |
| Dinamo Zagreb     | 4:0        | FC Sheriff Tiraspol | 1:0    | 3:0    |

Natjecanje za neprvake
| Prva momčad          | Rez. | Druga momčad            | 1. ut. | 2. ut. |
| -------------------- | ---- | ----------------------- | ------ | ------ |
| FC Nordsjælland      | 0:6  | Zenit Sankt Petersburg  | 0:1    | 0:5    |
| FC Red Bull Salzburg | 2:4  | Fenerbahçe S.K.         | 1:1    | 1:3    |
| PAOK F.C.            | 1:3  | Metalist Harkiv         | 0:2    | 1:1    |
| PSV Eindhoven        | 5:0  | SV Zulte Waregem        | 2:0    | 3:0    |
| Olympique Lyon       | 2:0  | Grasshopper Club Zürich | 1:0    | 1:0    |

## Razigravanje
Metalist Harkiv je izbačen iz natjecanja zbog namještanja utakmica, te je umjesto njega u razigravanje prošao PAOK F.C.
Natjecanje za prvake
| Prva momčad       | Rez.      | Druga momčad    | 1. ut. | 2. ut. |
| ----------------- | --------- | --------------- | ------ | ------ |
| Dinamo Zagreb     | 3:4       | FK Austria Wien | 0:2    | 3:2    |
| Ludogorec Razgrad | 2:6       | FC Basel        | 2:4    | 0:2    |
| Viktoria Plzen    | 4:1       | NK Maribor      | 3:1    | 1:0    |
| Šahtjor Karagandi | 2:3       | Celtic Glasgow  | 2:0    | 0:3    |
| Steaua Bukurešt   | (g)3:3(g) | Legia Varšava   | 1:1    | 2:2    |

Natjecanje za neprvake
| Prva momčad          | Rez. | Druga momčad           | 1. ut. | 2. ut. |
| -------------------- | ---- | ---------------------- | ------ | ------ |
| Olympique Lyon       | 0:4  | Real Sociedad          | 0:2    | 0:2    |
| FC Schalke 04        | 4:3  | PAOK F.C.              | 1:1    | 3:2    |
| FC Paços de Ferreira | 3:8  | Zenit Sankt Petersburg | 1:4    | 2:4    |
| PSV Eindhoven        | 1:4  | AC Milan               | 1:1    | 0:3    |
| Fenerbahçe S.K.      | 0:5  | Arsenal FC             | 0:3    | 0:2    |

## Natjecanje po skupinama
32 momčadi igra u natjecanju po skupinama, deset pobjednika razigravanja plus 22 momčadi koje automatski ulaze u ovaj dio Lige prvaka. Te 32 ekipe podijeljene su u osam skupina po četiri momčadi, što je praksa od 1999. godine. Pobjednici i drugoplasirani u skupinama prolaze dalje u osminu finala, dok trećeplasirane momčadi odlaze u drugi dio natjecanja Europske lige 2013./14.
| Tablica boja                                            |
| ------------------------------------------------------- |
| Momčadi su prošle su u drugi krug natjecanja            |
| Momčadi su prošle su u šesnaestinu finala Europske lige |
| Momčadi su ispale su iz Europskih natjecanja            |

### Skupina A
| Momčad            | Uta. | Pob. | Izj. | Por. | PoG. | PrG. | GR | Bod. |
| ----------------- | ---- | ---- | ---- | ---- | ---- | ---- | -- | ---- |
| Manchester United | 6    | 4    | 2    | 0    | 12   | 3    | +9 | 14   |
| Bayer Leverkusen  | 6    | 3    | 1    | 2    | 9    | 10   | –1 | 10   |
| Šahtar Donjeck    | 6    | 2    | 2    | 2    | 7    | 6    | +1 | 8    |
| Real Sociedad     | 6    | 0    | 1    | 5    | 1    | 10   | −9 | 1    |

|                   | LEV | MU  | RSO | SHA |
| ----------------- | --- | --- | --- | --- |
| Bayer Leverkusen  | —   | 0–5 | 2–1 | 4–0 |
| Manchester United | 4–2 | —   | 1–0 | 1–0 |
| Real Sociedad     | 0–1 | 0–0 | —   | 0–2 |
| Šahtar Donjeck    | 0–0 | 1–1 | 4–0 | —   |

### Skupina B
| Momčad      | Uta. | Pob. | Izj. | Por. | PoG. | PrG. | GR  | Bod. |
| ----------- | ---- | ---- | ---- | ---- | ---- | ---- | --- | ---- |
| Real Madrid | 6    | 5    | 1    | 0    | 20   | 5    | +15 | 16   |
| Galatasaray | 6    | 2    | 1    | 3    | 8    | 14   | –6  | 7    |
| Juventus    | 6    | 1    | 3    | 2    | 9    | 9    | 0   | 6    |
| København   | 6    | 1    | 1    | 4    | 4    | 13   | −9  | 4    |

|             | KøB | GAL | JUV | RM  |
| ----------- | --- | --- | --- | --- |
| København   | —   | 1–0 | 1–1 | 0–2 |
| Galatasaray | 3–1 | —   | 1–0 | 1–6 |
| Juventus    | 3–1 | 2–2 | —   | 2–2 |
| Real Madrid | 4–0 | 4–1 | 2–1 | —   |

### Skupina C
| Momčad              | Uta. | Pob. | Izj. | Por. | PoG. | PrG. | GR  | Bod. |
| ------------------- | ---- | ---- | ---- | ---- | ---- | ---- | --- | ---- |
| Paris Saint-Germain | 6    | 4    | 1    | 1    | 16   | 5    | +11 | 13   |
| Olympiacos          | 6    | 3    | 1    | 2    | 10   | 8    | +2  | 10   |
| Benfica             | 6    | 3    | 1    | 2    | 8    | 8    | 0   | 10   |
| Anderlecht          | 6    | 0    | 1    | 5    | 4    | 17   | −13 | 1    |

|                     | AND | BEN | OLY | PSG |
| ------------------- | --- | --- | --- | --- |
| Anderlecht          | —   | 2–3 | 0–3 | 0–5 |
| Benfica             | 2–0 | -   | 1–1 | 2–1 |
| Olympiacos          | 3–1 | 1–0 | —   | 1–4 |
| Paris Saint-Germain | 1–1 | 3–0 | 2–1 | —   |

### Skupina D
| Momčad          | Uta. | Pob. | Izj. | Por. | PoG. | PrG. | GR  | Bod. |
| --------------- | ---- | ---- | ---- | ---- | ---- | ---- | --- | ---- |
| Bayern München  | 6    | 5    | 0    | 1    | 17   | 5    | +12 | 15   |
| Manchester City | 6    | 5    | 0    | 1    | 18   | 10   | +8  | 15   |
| Viktoria Plzeň  | 6    | 1    | 0    | 5    | 6    | 17   | −11 | 3    |
| CSKA Moskva     | 6    | 1    | 0    | 5    | 8    | 17   | −9  | 3    |

|                 | BAY | CSKA | MC  | PLZ |
| --------------- | --- | ---- | --- | --- |
| Bayern München  | —   | 3–0  | 2–3 | 5–0 |
| CSKA Moskva     | 1–3 | —    | 1–2 | 3–2 |
| Manchester City | 1–3 | 5–2  | —   | 4–2 |
| Viktoria Plzeň  | 0–1 | 2–1  | 0–3 | —   |

### Skupina E
| Momčad          | Uta. | Pob. | Izj. | Por. | PoG. | PrG. | GR | Bod. |
| --------------- | ---- | ---- | ---- | ---- | ---- | ---- | -- | ---- |
| Chelsea         | 6    | 4    | 0    | 2    | 12   | 3    | +9 | 12   |
| Schalke 04      | 6    | 3    | 1    | 2    | 6    | 6    | 0  | 10   |
| Basel           | 6    | 2    | 2    | 2    | 5    | 6    | –1 | 8    |
| Steaua Bukurešt | 6    | 0    | 3    | 3    | 2    | 10   | −8 | 3    |

|            | BAS | CHL | SCH | STE |
| ---------- | --- | --- | --- | --- |
| Basel      | —   | 1–0 | 0–1 | 1–1 |
| Chelsea    | 1–2 | —   | 3–0 | 1–0 |
| Schalke 04 | 2–0 | 0–3 | —   | 3–0 |
| Steaua     | 1–1 | 0–4 | 0–0 | —   |

### Skupina F
| Momčad            | Uta. | Pob. | Izj. | Por. | PoG. | PrG. | GR | Bod. |
| ----------------- | ---- | ---- | ---- | ---- | ---- | ---- | -- | ---- |
| Borussia Dortmund | 6    | 4    | 0    | 2    | 12   | 3    | +9 | 12   |
| Arsenal           | 6    | 4    | 0    | 2    | 8    | 5    | +3 | 12   |
| Napoli            | 6    | 4    | 0    | 2    | 10   | 9    | +1 | 12   |
| Marseille         | 6    | 0    | 0    | 6    | 5    | 14   | −9 | 0    |

|                   | ARS | DOR | MAR | NAP |
| ----------------- | --- | --- | --- | --- |
| Arsenal           | —   | 1–2 | 2–0 | 2–0 |
| Borussia Dortmund | 0–1 | —   | 3–0 | 3–1 |
| Marseille         | 1–2 | 1–2 | —   | 1–2 |
| Napoli            | 2–0 | 2–1 | 3–2 | —   |

### Skupina G
| Momčad              | Uta. | Pob. | Izj. | Por. | PoG. | PrG. | GR  | Bod. |
| ------------------- | ---- | ---- | ---- | ---- | ---- | ---- | --- | ---- |
| Atlético Madrid     | 6    | 5    | 1    | 0    | 15   | 3    | +12 | 16   |
| Zenit St. Peterburg | 6    | 1    | 3    | 2    | 5    | 9    | –4  | 6    |
| Porto               | 6    | 1    | 2    | 3    | 4    | 7    | –3  | 5    |
| Austria Wien        | 6    | 1    | 2    | 3    | 5    | 10   | −5  | 5    |

|                       | ATL | AUS | POR | ZEN |
| --------------------- | --- | --- | --- | --- |
| Atlético Madrid       | —   | 4–0 | 2–0 | 3–1 |
| Austria Wien          | 0–3 | —   | 0–1 | 4–1 |
| Porto                 | 1–2 | 1–1 | —   | 0–1 |
| Zenit Sankt Peterburg | 1–1 | 0–0 | 1–1 | —   |

### Skupina H
| Momčad    | Uta. | Pob. | Izj. | Por. | PoG. | PrG. | GR  | Bod. |
| --------- | ---- | ---- | ---- | ---- | ---- | ---- | --- | ---- |
| Barcelona | 6    | 4    | 1    | 1    | 16   | 5    | +11 | 13   |
| Milan     | 6    | 2    | 3    | 1    | 8    | 5    | +3  | 9    |
| Ajax      | 6    | 2    | 2    | 2    | 5    | 8    | –3  | 8    |
| Celtic    | 6    | 1    | 0    | 5    | 3    | 14   | −11 | 3    |

|           | AJA | BAR | CEL | MIL |
| --------- | --- | --- | --- | --- |
| Ajax      | —   | 2–1 | 1–0 | 1–1 |
| Barcelona | 4–0 | —   | 6–1 | 3–1 |
| Celtic    | 2–1 | 0–1 | —   | 0–3 |
| Milan     | 0–0 | 1–1 | 2–0 | —   |

## Drugi dio natjecanja
U drugom dijelu, tzv. nokaut fazi natjecanja, momčadi igraju međusobno dvije utakmice kod kuće i u gostima, s finalom kao izuzetkom. U ždrijebu osmine finala, nositelji su bili pobjednici grupa, dok su drugoplasirani bili nenositelji. Tako su ždrijebani jedni s drugima, s tim da nositelj uzvratnu utakmicu igra kod kuće. Momadi iz iste skupine ili iz iste države nisu mogle biti ždrijebane jedne protiv drugih. U ždrijebovima četvrtfinala i polufinala, nema nositelja niti posebnih pravila.

### Osmina završnice
Četvrtfinalni je ždrijeb održan 16. prosinca 2013. Prvi susreti su odigrani 18., 19., 25. i 26. veljače, a uzvrati su odigrani 11., 12., 18. i 19. ožujka 2014.
| Prva momčad           | Rez. | Druga momčad        | 1. ut. | 2. ut. |
| --------------------- | ---- | ------------------- | ------ | ------ |
| Manchester City       | 1:4  | Barcelona           | 0:2    | 1:2    |
| Olympiacos            | 2:3  | Manchester United   | 2:0    | 0:3    |
| Milan                 | 1:5  | Atlético Madrid     | 0:1    | 1:4    |
| Bayer Leverkusen      | 1:6  | Paris Saint-Germain | 0:4    | 1:2    |
| Galatasaray           | 1:3  | Chelsea             | 1:1    | 0:2    |
| Schalke 04            | 2:9  | Real Madrid         | 1:6    | 1:3    |
| Zenit Sankt Peterburg | 4:5  | Borussia Dortmund   | 2:4    | 2:1    |
| Arsenal               | 1:3  | Bayern München      | 0:2    | 1:1    |

### Četvrtzavršnica
Četvrtfinalni je ždrijeb održan 21. ožujka 2014. Prvi susreti su odigrani 1. i 2. ožujka, a uzvrati su odigrani 8. i 9. travnja 2014.
| Prva momčad         | Rez.    | Druga momčad      | 1. ut. | 2. ut. |
| ------------------- | ------- | ----------------- | ------ | ------ |
| Barcelona           | 1:2     | Atlético Madrid   | 1:1    | 0:1    |
| Real Madrid         | 3:2     | Borussia Dortmund | 3:0    | 0:2    |
| Paris Saint-Germain | 3:3 (g) | Chelsea           | 3:1    | 0:2    |
| Manchester United   | 2:4     | Bayern München    | 1:1    | 1:3    |

### Poluzavršnica
Ždrijeb je održan 11. travnja 2014. Prvi susreti poluzavršnice su odigrani 22. i 23. travnja, dok su uzvratne utakmice odigrane 29. i  30. travnja 2014.
| Prva momčad     | Rez. | Druga momčad   | 1. ut. | 2. ut. |
| --------------- | ---- | -------------- | ------ | ------ |
| Real Madrid     | 5:0  | Bayern München | 1:0    | 4:0    |
| Atlético Madrid | 3:1  | Chelsea        | 0:0    | 3:1    |

### Završnica
Završni susret sezone 2013./14. odigrao se 24. svibnja 2014. na stadionu Estádio da Luz u Lisabonu, Portugal.
| 24. svibnja 2014. 20:45 (WEST)                            |     |                 |                                                                                   |
| Real Madrid                                               | 4:1 | Atlético Madrid | Estádio da Luz, Lisabon Broj gledatelja: 60.976 Sudac: Björn Kuipers (Nizozemska) |
| Ramos 90+3' Bale 110' Marcelo 118' C. Ronaldo 120' (11 m) |     | Godín 36'       | Estádio da Luz, Lisabon Broj gledatelja: 60.976 Sudac: Björn Kuipers (Nizozemska) |

## Vanjske poveznice
- UEFA Liga prvaka (službena stranica)